# Banque Wormser frères
Ne doit pas être confondu avec Banque Worms.
La Banque d'escompte ou Wormser frères est un établissement bancaire privé familial, fondé en France en 1936 par Georges Wormser. Elle fut dirigée à partir de 1958 par ses trois fils Marcel, André et Jean-Louis, puis dans les années 2010 par Alain Wormser son petit-fils. Elle est dirigée en 2025 par les enfants de ce dernier, Marc et Julien Wormser,.

## Historique
La banque fut créée sous le nom de Banque d'escompte. Puis Georges Wormser fonde en 1958 la Banque Wormser frères. Les activités bancaires de la famille furent réunies en 1999 au sein de la Banque d'escompte & Wormser frères Réunis. En 2011, à l’occasion de son 75e anniversaire, la banque est renommée Banque Wormser Frères.
Active pendant 63 ans dans le marché monétaire en qualité de Maison de réescompte auprès de la Banque de France et de spécialiste en valeurs du Trésor, la Banque d'escompte renonce à ces activités spécialisées lorsqu’elle absorbe sa société sœur la banque Wormser Frères et se consacre essentiellement à la banque privée et à la banque commerciale. 
La Banque Wormser Frères dispose d’une société de gestion depuis 1997. 
Dans les années 2000, elle donne l'autorisation à l'entreprise ENBA[Qui ?] de collecter des fonds en ligne grâce à sa licence bancaire sous la marque first-e (en), mais ce succès fut éphémère en raison de l’éclatement de la bulle Internet. 
La banque développe dès 2005 une activité destinée au transfert d'argent effectué par les différentes diasporas établies en France vers leurs pays d'origine. Cette activité, connue sous la marque BdE, se développe à l'international.  
Dans les années 2010 elle devient une des rares banques à accompagner les entreprises françaises investissant en Iran.
En 2014, la Banque Wormser frères devient le premier prêteur institutionnel sur Lendix (devenu October), plateforme de prêt participatif. 
La banque lance l’activité de venture loan en 2015, consistant à accorder un prêt aux sociétés innovantes qui font la preuve de leur modèle économique pour financer leur développement,[source secondaire souhaitée].
En 2017 elle lance, en partenariat avec la société SaGa Corp cofondée par Adrien Touati, une nouvelle offre de banque 100% en ligne pour les professionnels : manager.one. En octobre 2018, cette solution remporte le prix de l’innovation dans la catégorie néo-banque au salon professionnel Banque et Innovation[réf. souhaitée]. Deux ans plus tard, en 2019, manager.one est lauréate de la 15e édition du concours Graines de Boss co-organisé par le Groupe M6. La même année manager.one entre sur le marché de la gestion des frais professionnels avec sa carte bancaire et son application mobile, puis sa carte bancaire apparait à la première place sur le secteur des entreprises et des professionnels selon l’étude « Benchmark international des cartes de paiement » réalisée par le cabinet de conseil KPMG.
En 2022 la banque acquiert la société de gestion familiale Finance SA.
En 2024, la banque crée un fonds d'investissement en valeurs durables, portant notamment sur la santé et l'environnement. Cette même année, elle quitte son siège historique - depuis sa création - et s'installe quelques numéros plus loin sur le boulevard Haussmann. Elle conserve son actionnariat familial.